# Бахчисарайська районна рада
Бахчисара́йська райо́нна ра́да — орган місцевого самоврядування Бахчисарайського району Автономної Республіки Крим. Адміністративний центр — м. Бахчисарай. З 15 квітня 2014 року районна рада тимчасово не виконує обов'язки через окупацію Автономної Республіки Крим.

## Склад ради
Останні вибори до районної ради відбулись 31 жовтня 2010 року. Найбільше депутатських мандатів отримала Партія регіонів — 21, на другому місці — Народний рух України з дев'ятьма депутатами, серед котрих — нинішній Народний депутат України Ахтем Чийгоз. Комуністична партія України здобула 3 мандати, «Руська єдність» — 2 і Народна партія мала 1 депутата.

### Голова
Головою Бахчисарайської районної ради в 2010 році обрали депутатку від Партії регіонів Крашкіну Валентину Павлівну.